# Wólka Okopska (wieś)
Wólka Okopska – wieś w Polsce położona w województwie lubelskim, w powiecie chełmskim, w gminie Dorohusk. Wieś znajduje się w odległości 11 km od granicy z Ukrainą.
| SIMC    | Nazwa    | Rodzaj    |
| ------- | -------- | --------- |
| 0103036 | Kępa     | część wsi |
| 0103042 | Kurnik   | część wsi |
| 0103059 | Ostrówek | część wsi |

W latach 1975–1998 miejscowość administracyjnie należała do województwa chełmskiego. 
Wieś jest sołectwem w gminie Dorohusk. Według Narodowego Spisu Powszechnego (III 2011 r.) liczyła 434 mieszkańców i była szóstą co do wielkości miejscowością gminy Dorohusk.
Wierni Kościoła rzymskokatolickiego należą do parafii Świętych Apostołów Piotra i Pawła w Świerżach.